# Sizzo av Schwarzburg
Sizzo av Schwarzburg (fullständigt namn: Günther Sizzo), född den 3 juni 1860 i Rudolstadt, död den 24 mars 1926 i Grosshartau, var den siste tronarvingen till de tyska furstendömena Schwarzburg-Rudolstadt och Schwarzburg-Sondershausen samt 1925–1926 huvudman för ätten Schwarzburg.

## Biografi
Sizzo var son till furst Fredrik Günther av Schwarzburg-Rudolstadt och dennes andra hustru, grevinnan Helene von Reina (1835–1860). Då modern, som avled endast tre dagar efter att Sizzo och hans tvillingsyster Helena fötts, var morganatisk dotter till prins Georg av Anhalt ansågs Sizzo inte som en legitim ättemedlem inom huset Schwarzburg, och hans far gav istället honom och hans syster titeln prins respektive prinsessa av Leutenberg. Inte heller ansågs Sizzo arvsberättigad vid faderns död 1867, och tronföljden passerade istället vidare till Sizzos farbror Albert.
Det alltmer avtynande antalet legitima manliga ättemedlemmar inom huset Schwarzburg skulle dock förändra Sizzos situation. På 1890-talet stod såväl Sizzos syssling, furst Günther av Schwarzburg-Rudolstadt, som hans mer avlägsne släkting furst Karl Günther av Schwarzburg-Sondershausen utan egna barn, och för att förhindra att båda familjegrenarna skulle dö ut erkände båda dessa den 21 april 1896 Sizzo som arvsberättigad och därmed också berättigad att titulera sig prins av Schwarzburg.
Sizzo blev i och med detta erkännande omedelbart tronföljare i Schwarzburg-Rudolstadt, och, sedan Karl Günther av Schwarzburg-Sondershausen dött 1909 och de båda furstendömena förenats i en personalunion under Günther, till båda tronerna. Han skulle dock inte komma att tillträda någon av dem eftersom den tyska novemberrevolutionen vid första världskrigets slut innebar slutet för samtliga monarkier i Tyskland. Däremot fick Sizzo, efter sysslingen Günthers död 1925, under en kort period uppbära rollen som huvudman för det detroniserade furstehuset, dock inte längre än till sin egen död påföljande år.
Sizzo hade den 25 januari 1897 gift sig med prinsessan Alexandra av Anhalt (1868–1958) och fick med henne döttrarna Marie-Antoinette (1898–1984) och Irène (1899–1939) samt sonen Fredrik Günther (tyska: Friedrich Günther, 1901–1971). Den sistnämnde efterföljde fadern som ättens huvudman, men då han inte fick några barn utgick huset Schwarzburg definitivt med honom 1971.